# Trinidad (Washington)
Trinidad es un área no incorporada ubicada en el condado de Grant en el estado estadounidense de Washington.

## Geografía
Trinidad se encuentra ubicado en las coordenadas 47°13′48″N 119°59′58″O / 47.23000, -119.99944.